# Naylor

Ta mapa pokazuje obszary w hrabstwie Ripley w stanie Missouri, z zaznaczeniem Naylor na czerwono.

Naylor – miasto w Stanach Zjednoczonych, w stanie Missouri, w hrabstwie Ripley.